# EXPRESS
Pour l’article homonyme, voir Express.
Express est un langage informatique servant à spécifier formellement des données. Il a fait l'objet d'une normalisation (ISO 10303-11).
Ce langage permet donc de définir une représentation non ambiguë des données, interprétable par un système informatique ce qui permet de créer directement et automatiquement un grand nombre d'éléments à partir d'un modèle Express :
- un langage de modélisation ayant une approche objet comme UML
- son but est seulement de spécifier une base de données et non de modéliser un système

Express propose également une réponse pour savoir où séparer bases de données objet et application objet :
- les contraintes d'intégrité, logiques et fonctionnelles, font partie de la base de données
- toutes les autres méthodes font partie de l'application et ne sont pas représentable en Express

Un modèle Express peut être écrit sous forme graphique ou sous forme textuelle. La forme graphique dite « Express-G » facilite la communication entre différents intervenant, toutefois un schéma « Express-G » ne permet pas de reprendre tous les éléments d'une écriture textuelle.
Voici un exemple de modèle en langage Express :
```
SCHEMA etablissement;

ENTITY PERSONNE
ABSTRACT SUPERTYPE OF (ONEOF(ETUDIANT, SALARIE));
END_ENTITY;

ENTITY ETUDIANT
SUBTYPE OF (PERSONNE);
END_ENTITY;

ENTITY SALARIE
SUBTYPE OF (PERSONNE);
END_ENTITY;

END_SCHEMA;
```